# Chapadão do Céu
Chapadão do Céu é um município brasileiro do interior do estado de Goiás, Região Centro-Oeste do país. Localiza-se a uma latitude 18º23'34" sul e a uma longitude 52º39'57" oeste, estando a uma altitude de 725 metros. Em razão de sua elevada altitude, a cidade tem Clima tropical de altitude, sendo considerada uma das cidades mais frias do Estado. Sua população estimada em 2020 foi de 10 486 habitantes e uma área de 2.185,124 km². Abriga parte do Parque Nacional das Emas. A principal atividade econômica é a agropecuária e a agroindústria.[carece de fontes?]